# Ty Greene
Ty Greene (Knoxville, 6 giugno 1992) è un ex cestista statunitense.